# Bitva u Méridy
Bitva u Méridy se odehrála v roce 428 mezi germánskými kmeny Svébů a Vandalů nedaleko města Mérida ve Španělsku. 
Vandalové usazení na území jižního Španělska pod vládou krále Geisericha se připravovali na invazi do římské provincie Afrika. Mezitím Svébové pustošili provincii Gallaecia, expandovali do Lusitánie a pod vedením svého vůdce Heremigaria se rozhodli zaútočit i na Vandaly. Oba kmeny se střetli v bitvě u Méridy, v níž Svébové utrpěli zdrcující porážku, přičemž jejich vůdce Heremigarius se při útěku utopil v řece Guadiana. Genserich s Vandaly následně odešel do Afriky, kde v srpnu 431 obléhal Hippo Regius.